# Bajo Magdalena (província)

Província de Bajo Magdalena.

Alto Magdalena é uma província do departamento de Cundinamarca, Colômbia.

## Municípios
A província é dividida em 3 municípios:
1. Caparrapí
2. Guaduas
3. Puerto Salgar